# Kilrenny
Kilrenny, ehemals Upper Kilrenny, ist eine Ortschaft in der schottischen Council Area Fife. Sie liegt etwa 13 Kilometer südöstlich von St Andrews und 31 Kilometer nordöstlich von Kirkcaldy an der Einfahrt des Firth of Forth in der Region East Neuk. Durch Kilrenny verläuft die A917, welche die Küstenorte zwischen St Andrews und Upper Largo an das Fernstraßennetz anbindet.

## Geschichte
Die Ortschaft bezieht sich auf einen christlichen Missionar namens „Etharnán“, der zu piktischen Zeiten dort gewirkt haben soll. Seit 864 befindet sich am Standort eine Kirche. Im Jahre 1578 wurde Kilrenny in den Stand eines Burghs gesetzt, womit auch das Recht zur Veranstaltung eines Wochenmarktes verbunden war. 1707 wurde Upper Kilrenny zum Royal Burgh erhoben.
Die Länderei Innergellie war Teil der Mitgift von Robert III. Ehefrau Annabella Drummond. Der Vorläufer des heutigen Innergellie House entstand jedoch erst um 1650.
Bis in das 19. Jahrhundert hieß die Ortschaft Upper Kilrenny, um sie von dem heute Cellardyke genannten Fischerort Nether Kilrenny abzugrenzen. Im Jahre 2001 lebten in Kilrenny 178 Personen.